# Parque nacional Pico de Potrerillo
El parque nacional Pico de Potrerillo es un parque ubicado en la provincia de Sancti Spíritus, Cuba. El mismo abarca 115 km², su punto más elevado es el pico del Potrerillo (931 m s. n. m.), ubicado en la Sierra de Escambray. 
La localidad más cercana es Trinidad. 
Los más de 2000 mm anuales de lluvia, determinan el tipo de vegetación densa que incluye numerosas especies endémicas de la flora y la fauna. El clima de abundantes precipitaciones favorece el hábitat de orquídeas, musgos, líquenes, helechos arborescentes, pinos y eucaliptos.